# Drvenik (Gradac)
Drvenik település Horvátországban, Split-Dalmácia megyében. Közigazgatásilag Gradachoz tartozik.

## Fekvése
Makarskától légvonalban 23, közúton 28 km-re délkeletre, községközpontjától 11 km-re északnyugatra a Makarskai riviéra déli részén, a olajfa- és szőlőültetvények között tengerparton fekszik. A település központja Srida Sela, melyet Kosirišće, Gradina, Podgradina, Podkremenik és Podasmine települések vesznek körül. Két tengerparti településrésze az északi Donja- és a déli Gornja Vala. Donja Valát régen Ivićevića Valának nevezték egykori birtokosairól az Ivićević családról, akiknek udvarházuk és Szent Mihálynak szentelt templomuk is állt itt. (A templomot a II. világháború után bontották le.) Gornja Vala neve régen Alačeva Vala volt, szintén az azonos nevű birtokos család neve után.

## Története
Területe már az írott történelem előtti időben is lakott volt, amit az itt talált, bronzkori és korai vaskori halomsírok bizonyítanak. Ilyen halomsírok találhatók Drvenik határában a Plana, Pliševac, Lučki Brig és Križina nevű magaslatokon. A térség első ismert népe az illírek egyik törzse a dalmátok voltak, akik a magaslatokon épített, jól védhető erődített településeikben laktak. Illír erődítmény romjai találhatók a Kupa nevű magaslaton, ahol a falmaradványok mellett cseréptöredékek is előkerültek. A rómaiak hosszú ideig tartó harcok után csak az 1. században hódították meg ezt a vidéket. Az illírek elleni 9-ben aratott végső győzelem után békésebb idők következtek. A római kor emléke a part közeli Mirine nevű lelőhelyen található villa rustica maradványa.
A horvát törzsek a 7. század végén telepedtek le itt, ezután területe a neretvánok kenézségének Paganiának a részét képezte. A település a középkorban is folyamatosan lakott volt. Drvenik első említése Uroš szerb király egyik 13. századi oklevelében történt. 1417-ben Ostoja bosnyák király „terram Dervinicha” alakban említi. A középkorból való a Kostanići településrész feletti várrom, a makarskai riviéra legnagyobb várromja, melynek belső részén a Szent Kozma és Damján templom maradványa található. Ugyanezen a településrészen egy 15. századi toronyvár jelentős maradványai is megtalálhatók. 15. századiak a Szent György templom legrégebbi részei is. A török a 15. század második felében szállta meg ezt a vidéket, mely 1690 körül szabadult fel végleg a több mint kétszáz éves uralma alól. A török uralom után a település a Velencei Köztársaság része lett. Ezután Drvenik kezdetben a zaostrogi plébániához tartozott és 1726-ban alapították meg önálló plébániáját, melyet a zeostrogi ferences atyák vezettek.
A velencei uralomnak 1797-ben vége szakadt és osztrák csapatok vonultak be Dalmáciába. 1806-ban az osztrákokat legyőző franciák uralma alá került, de Napóleon lipcsei veresége után 1813-ban újra az osztrákoké lett. A településnek 1857-ben 544, 1910-ben 777 lakosa volt. 1918-ban az új szerb-horvát-szlovén állam, majd később Jugoszlávia része lett. A második világháború idején a Független Horvát Állam része volt. A háború után a szocialista Jugoszláviához került. 1962-ben nagy földrengés pusztította e vidéket, melynek következtében több, hegy alatti településrészről a népesség a tenger mellé Donja- és Gornja Vala településekre költözött. Ebben közrejátszott a főút 1965-ös megépítése is, mely ezt a részt könnyebben megközelíthetővé tette. Az útépítés hozzájárult a turizmus fellendüléséhez is, mely egyre inkább az itt lakók legfőbb megélhetési forrása lett. Drvenik 1991 óta a független Horvátországhoz tartozik 2011-ben 494 lakosa volt.

## Népesség
| Lakosság változása | Lakosság változása | Lakosság változása | Lakosság változása | Lakosság változása | Lakosság változása | Lakosság változása | Lakosság változása | Lakosság változása | Lakosság változása | Lakosság változása | Lakosság változása | Lakosság változása | Lakosság változása | Lakosság változása | Lakosság változása |
| ------------------ | ------------------ | ------------------ | ------------------ | ------------------ | ------------------ | ------------------ | ------------------ | ------------------ | ------------------ | ------------------ | ------------------ | ------------------ | ------------------ | ------------------ | ------------------ |
| 1857               | 1869               | 1880               | 1890               | 1900               | 1910               | 1921               | 1931               | 1948               | 1953               | 1961               | 1971               | 1981               | 1991               | 2001               | 2011               |
| 544                | 583                | 609                | 716                | 753                | 777                | 758                | 765                | 599                | 570                | 517                | 513                | 461                | 509                | 500                | 494                |

## Nevezetességek
- Szent György tiszteletére szentelt régi plébániatemploma[4] a hegy alatti Srida Sela nevű központi településrészen áll. Stílusjegyei alapján legrégibb része 15. századi eredetű. A régi templomot Oszmán aga török felügyelő említi először 1621-ben. A templomot 1772 körül bővítették, de megmaradt a hajó csúcsíves gótikus boltozata és a szentély dongaboltozata is. 1887-ben ismét meghosszabbították. Homlokzatán nyolcágú rózsaablak, felette pedig két harang számára kialakított harangtorony található. A márvány főoltáron álló Szent György szobor tiroli munka. 1976 óta védett kulturális műemlék.
- Szent Rókus tiszteletére szentelt új temploma amint az a homlokzat bal oldalán is olvasható 1965-ben épült. A templom a Donje- és Gornje Vale közötti dombon áll, tervezője Ante Barać volt. A harangtorony a homlokzatba épült védve a bejáratot az esőtől. 1998-ig Kármelhegyi boldogasszony volt a titulusa, ekkor azonban Nikola Glavinić atya kieszközölte a spliti érsekségnél az engedélyt, hogy a közelében állt de a turistaút építése miatt lebontott régi Szent Rókus templom emlékére a szent tiszteletére szenteljék fel.
- Kostanići nevű településrésze felett középkori vár romja található, mely egy történelem előtti erődítmény alapjain épült. A vár a gazdag humi főúri család a Vlatkovićok birtoka volt. Építésekor a falakon kívül a sziklák védelmét is felhasználták. Területén találhatók a középkori Szent Kozma és Damján templom maradványai. Lőréses falainak északi oldalán egy több emelet magas torony romjai láthatók.
- Kostanići területén egy 15. századi toronyvár romjai[5] is találhatók, mely egykor a Koštanić nemzetség tulajdona volt. 1687-ben megtámadta a török, melyet Ante Kačić Miošić is megénekelt. Később lakóépületként szolgált, majd miután elhagyták pusztulásnak indult. Romja ma is emeltnyi magasságban áll.
- Az Ivišević udvarházat[6] Mate és Stjepan Ivišević építtették a 19. század elején a Donje Vale-öbölben. A két házból álló épületegyüttest terasz köti össze. Több gazdasági épületrésze is van. Az épületegyüttest a II. világháború idején bombatalálat érte és már nem építették újjá.
- Az Adria-parti főút alatt a Mirine nevű helyen 1.- 2. századi római villagazdaság maradványai találhatók. A területet később temetőnek használták. Az itt talált régészeti leletek ma a helytörténeti múzeumban láthatók.
- A Plana, Pliševac, Lučki Brig és Križina nevű magaslatokon történelem előtti halomsírok találhatók.
- A Kupa nevű, stratégiai jelentőségű magaslaton ókori várrom található szárazon rakott falakkal. Területéről számos cseréptöredék került elő.
- Az elesett harcos emlékműve Antun Grčetić alkotása.

## Oktatás
A településen a gradaci „Gradac” alapiskola kihelyezett tagozata működik.

## Híres emberek
Drvenikről származnak a horvát nemzeti megújhodási mozgalom jeles képviselői Mate és Stjepan Ivišević író és politikus.